# Terraformazione

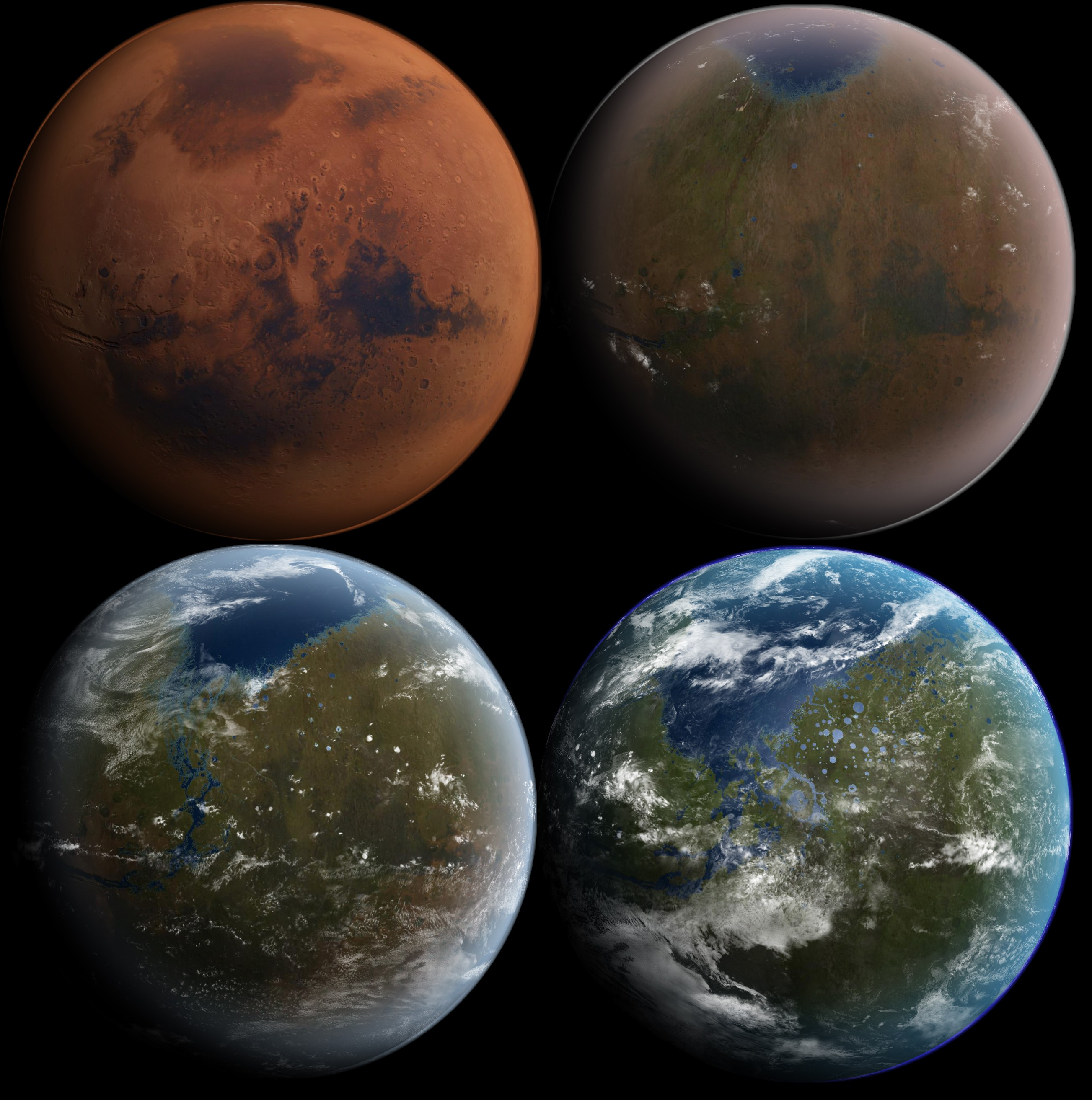
Rappresentazione artistica di una terraformazione di Marte

La terraformazione (calco sull'inglese terraforming, termine a sua volta composto dal latino Terra e dal verbo form) è un ipotetico processo artificiale atto a rendere abitabile per l'uomo un pianeta o una luna, intervenendo sulla sua atmosfera - creandola o modificandone la composizione chimica - in modo da renderla simile a quella della Terra ed in grado di sostenere un ecosistema. La terraformazione è molto al di là delle possibilità della tecnologia odierna e gli studi su di essa sono speculativi.
Il termine risale ai romanzi di fantascienza di Jack Williamson ed è stato successivamente adottato dalla scienza.

## Progetti di terraformazione
Processi di terraformazione sono stati descritti per i pianeti Marte e Venere - i più simili alla Terra nel Sistema Solare - e per alcuni satelliti, inclusa la Luna.

### Marte
Marte è inabitabile perché la sua atmosfera è estremamente rarefatta e quasi del tutto priva di ossigeno ed ha una temperatura media assai inferiore a quella terrestre.
Un esempio di progetto per la terraformazione di Marte prevede di liberare grandi quantità di gas serra nell'atmosfera del pianeta, innalzandone la temperatura. Questo causerebbe la sublimazione di anidride carbonica dalle calotte polari, aumentando ancora l'effetto serra e facendo fondere eventuale ghiaccio presente nel sottosuolo marziano.
Inoltre, ci sono enormi riserve di ghiaccio d'acqua sulle due calotte polari, ghiaccio che non fonde mai in quanto la temperatura è sempre molto sotto lo zero. Il ghiaccio delle calotte, con l'aumento della temperatura, creerebbe grandi distese di acqua, che rimarrebbe liquida nelle stagioni estive o intermedie.
Ciò porterebbe Marte ad avere acqua liquida, un clima più simile a quello terrestre e un'atmosfera più densa, a base di anidride carbonica. Infine, si importerebbero sul pianeta delle piante che arricchiscano di ossigeno l'atmosfera tramite la fotosintesi. È stato calcolato che l'intero processo durerebbe più di centomila anni. Sono stati ideati processi più rapidi, ma dalla durata sempre misurabile in secoli.
Per riscaldare le calotte polari di Marte liberando anidride carbonica sono stati proposti anche altri metodi, come coprirle con sostanze scure (come polvere di carbone) che assorbano meglio la luce solare, o riflettere il sole sui ghiacciai marziani da giganteschi specchi in orbita attorno al pianeta.

### Venere
Venere ha un'atmosfera di anidride carbonica con una pressione 90 volte maggiore di quella terrestre, ha una temperatura di circa 480 °C ed è quasi del tutto privo di acqua (o meglio vapore acqueo).
Il progetto di terraformare Venere usando alghe geneticamente modificate che consumino l'anidride carbonica con la fotosintesi è stato proposto nel 1961 da Carl Sagan. Negli anni seguenti si è però compreso che il metodo non sarebbe stato efficace: Venere è pressoché privo di acqua e inoltre, se la fotosintesi fissasse il carbonio in molecole organiche, questo sarebbe subito riconvertito in anidride carbonica dall'alta temperatura.
Altri progetti per terraformare Venere comprendono l'uso di schermi solari spaziali per mantenere Venere in ombra e raffreddarlo fino al congelamento dell'anidride carbonica - che potrebbe poi essere sepolta sotto la superficie o inviata su Marte - o bombardare il pianeta con idrogeno che reagisca con l'anidride carbonica, producendo carbonio ed acqua attraverso la reazione Bosch.

## Limiti invalicabili
Al di là del fatto che si tratta di un processo che, allo stato della tecnologia all'inizio del ventunesimo secolo, non è realizzabile, la terraformazione di pianeti o di satelliti allo scopo di renderli abitabili per la biologia umana si scontra con dei limiti invalicabili che restringono fortemente la rosa dei potenziali candidati.
Prima di tutto, il corpo celeste candidato non deve essere né troppo grande, né troppo piccolo rispetto alla Terra: nel primo caso la forza di gravità sarebbe troppo forte per permettere una vita normale, nel secondo caso sarebbe troppo debole, non solo per permettere una normale deambulazione, ma soprattutto non sarebbe in grado di trattenere l'atmosfera che lentamente fuggirebbe nello spazio.
In secondo luogo, il corpo celeste candidato dovrebbe essere dotato di un adeguato campo magnetico, allo scopo di respingere i raggi cosmici altamente energetici e pericolosi per le creature viventi.
In terzo luogo, il pianeta candidato non dovrebbe essere né troppo lontano né troppo vicino alla sua primaria (stella) dalla quale ricevere luce e calore.
In conclusione, nel sistema solare, Venere è il solo pianeta candidato a diventare una seconda Terra, se si esclude il fatto che ha una rotazione assiale molto lenta, equivalente a 8 mesi terrestri: in altre parole, su Venere "dì" e "notte" durano ognuno circa 120 giorni terrestri.
Le esigenze di terraformazione nascono a causa del fatto che l'essere umano necessita di una serie di valori fisici stringenti, ad esempio pressione, composizione dell'atmosfera e temperatura. 
Una possibile alternativa sarebbe quella di modificare la biologia umana per adattarsi a un pianeta solo parzialmente terraformato, allo scopo di accelerarne i tempi di colonizzazione: per esempio, polmoni più grossi e una percentuale superiore di globuli rossi nel sangue permetterebbero di sopravvivere in una atmosfera povera di ossigeno, pellicce naturali permetterebbero di resistere ad ampie escursioni termiche, una struttura corporea più massiccia permetterebbe di resistere ad una forza di gravità superiore e così via.

## Rappresentazioni di fantasia

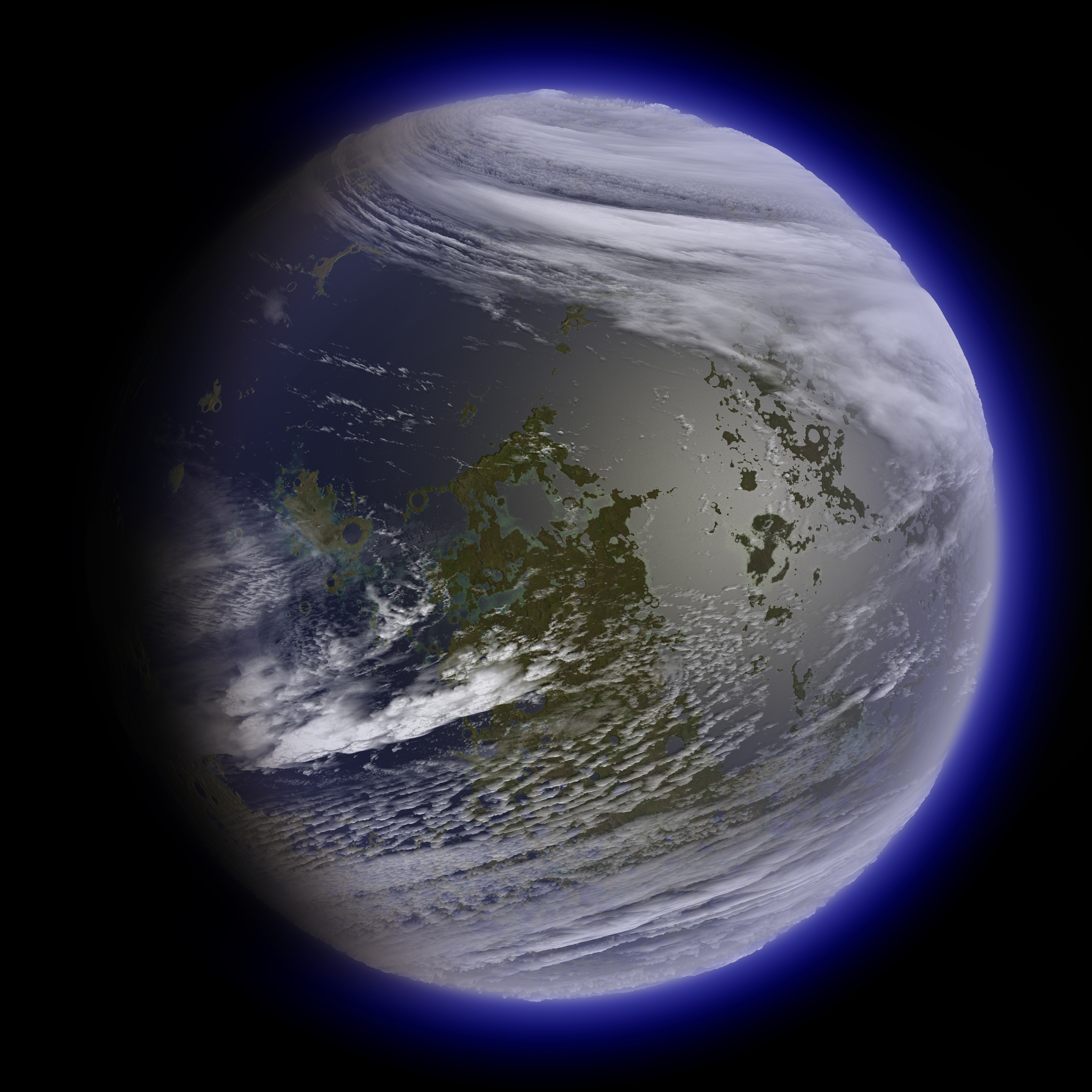
Rappresentazione artistica di come la Luna terraformata potrebbe essere vista dalla Terra

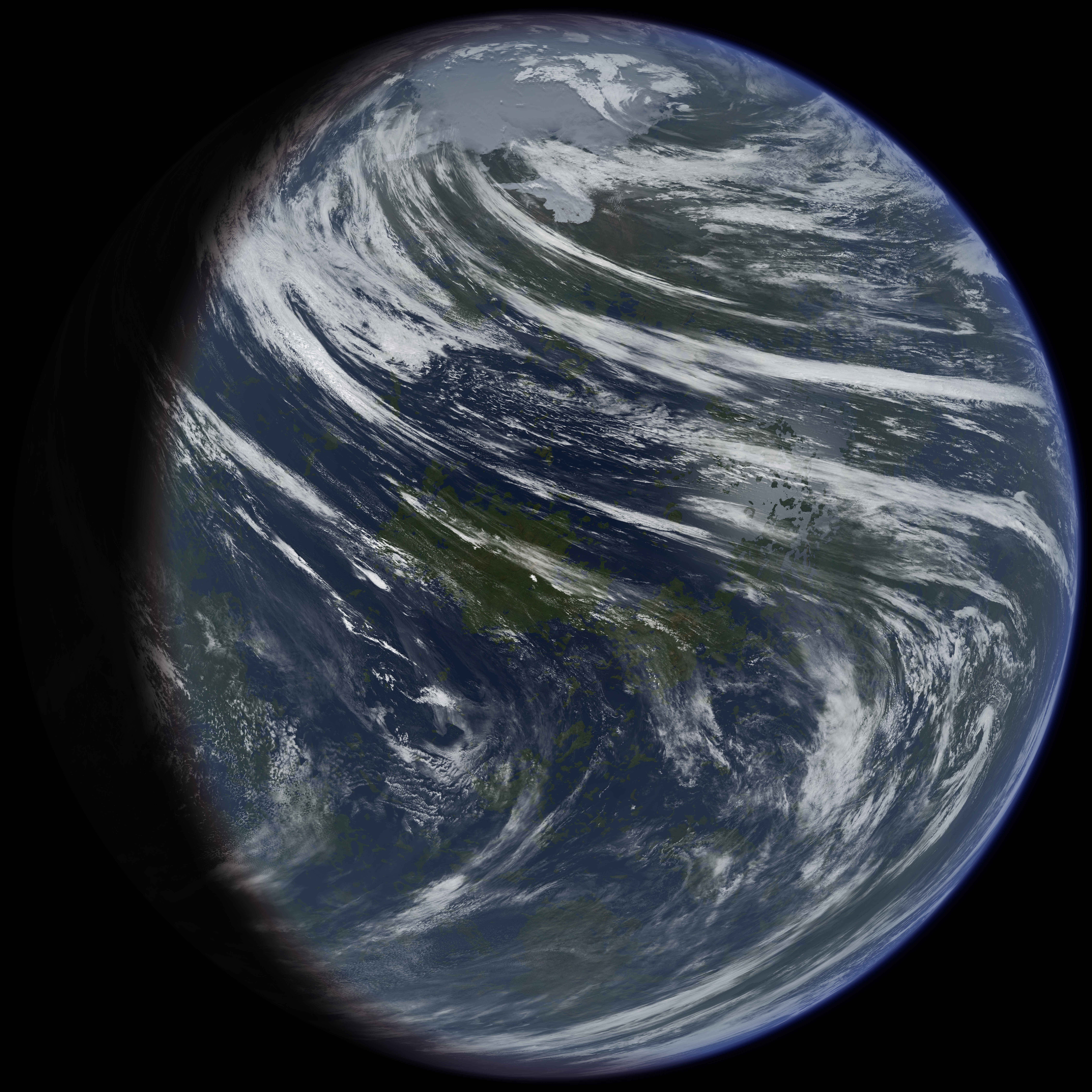
Rappresentazione artistica di un pianeta Venere terraformato

Il concetto di terraformazione è stato ampiamente esplorato nelle opere di narrativa fantascientifica, in genere in relazione alla colonizzazione di altri mondi.

### Racconti e romanzi
Un esempio importante è la Trilogia di Marte (Red Mars, Green Mars e Blue Mars, 1993-1996) di Kim Stanley Robinson, focalizzata sulla terraformazione del Pianeta Rosso.
Nel romanzo Infinito (1930) di Olaf Stapledon, l'umanità si trasferisce prima su Venere (arricchendone l'atmosfera di ossigeno ricavato dagli oceani del pianeta e sterminando la popolazione locale nel processo) e poi definitivamente su Nettuno (dove alla fine, si estinguerà). Entrambi i pianeti vengono solo parzialmente terraformati: Venere in modo quasi accettabile, Nettuno invece viene terraformato malamente, per cui i coloni regrediscono a livello animale e solo dopo molte centinaia di milioni di anni emergerà un nuovo Uomo che colonizzerà l'intero pianeta, arrivando a padroneggiare scienza e tecnica a livelli impensabili.
Crucifixus Etiam (1953), racconto di Walter M. Miller Jr., è la storia di un uomo di fatica che lavora su Marte per un fine a lui ignoto. Scoprirà alla fine che il suo lavoro serve a dotare il pianeta di un'atmosfera respirabile, ma lui non ne trarrà vantaggio perché il processo dura otto secoli.
Nel racconto I fondatori (1965), di Isaac Asimov, un gruppo di astronauti cerca di ripulire dall'ammoniaca l'atmosfera di un pianeta su cui la loro astronave è precipitata.
Poul Anderson, nel racconto La grande pioggia (1954), descrive gli sforzi delle colonie umane su Venere per terraformare il pianeta ostile, caldissimo e arido.
In 3001: Odissea finale, di Arthur C. Clarke, l'umanità è impegnata da secoli nella terraformazione di Venere, Marte e Mercurio: spingendo asteroidi di ghiaccio direttamente dall'orbita di Nettuno, si tenta di rendere permanenti i mari sui pianeti interni, con l'ausilio di schermi riflettenti che attutiscano il calore del Sole.

### Fumetti
Il manga Venus Wars (1986) di Yoshikazu Yasuhiko è ambientato su un pianeta Venere terraformato dopo lo schianto sul pianeta di una cometa di ghiaccio.
Nel manga ARIA (2008) di Kozue Amano Marte si terraforma in modo naturale perché entra inaspettatamente nella stessa orbita della Terra, riscaldandosi e sciogliendo le acque, dopodiché il processo è aiutato dall'uomo attraverso macchinari e varie tecnologie.
Nel fumetto Kylion (2004) Marte viene terraformato in modo da permettere la vita, lasciando la Terra in balia di se stessa, in modo che possa "guarire" da tutto l'inquinamento causato dagli umani nel corso dei secoli.
Il manga Terra Formars (2011) di Yu Sasuga è ambientato su Marte 500 anni dopo l'inizio della sua terraformazione.

### Film
La terraformazione è un tema centrale nel secondo e terzo film ispirati alla serie televisiva Star Trek: Star Trek II: L'ira di Khan (1982) e Star Trek III: Alla ricerca di Spock (1984). In essi viene mostrato il primo esperimento della Federazione dei pianeti uniti noto come Progetto Genesis, che ha come obiettivo di creare non solo le condizioni per la vita, ma anche la vita stessa, con una esplosione che trasformi rapidamente il pianeta o luna sul quale venga impiegato. Il progetto è però viziato da un errore tecnico che rende estremamente instabile il processo di terraformazione, che finisce per distruggere in poco tempo la luna sulla quale il Dispositivo Genesis viene testato. Verrà successivamente sviluppato un diverso tipo di procedura, che non genera vita ma solo le condizioni per la vita, il quale richiede però un periodo più lungo di tempo, circa trent'anni, ma che funziona correttamente, tanto da diventare una procedura standard della Federazione per la colonizzazione dello spazio.
In Atto di forza (1990) si assiste ad una rapida terraformazione di Marte grazie ad un antico impianto trovato dai colonizzatori terrestri e creato precedentemente da una remota civiltà aliena.
Nel film Pianeta rosso (2000), gli abitanti di una Terra inquinata e sovrappopolata cercano di terraformare Marte usando alghe per produrre ossigeno.
Nel film horror fantascientifico Aliens - Scontro finale (1986), il satellite "Acheron" LV-426 è una colonia gestita dalla megacorporazione Weyland - Yutani e la sua terraformazione è operata da un processore atmosferico che risucchia l'atmosfera e, tramite complessi processi chimico-fisici, separa gli atomi utili da quelli inutili o dannosi: ad esempio, riemette vapore acqueo ed ossigeno ma non carbonio.
Il film Serenity (2005) si svolge in un sistema stellare in cui tutti i pianeti e satelliti sono stati terraformati per ospitare la vita umana.
Il film Doom (2005) narra di una civiltà umanoide con caratteristiche genetiche (24 cromosomi ) adattate alla vita sul pianeta.
Nel film L'uomo d'acciaio (2013) il Generale Zod usa un macchinario terraformante per rendere la Terra vivibile per gli alieni Kryptoniani.

### Serie televisive
L'anime Cowboy Bebop è ambientato in un futuro in cui l'umanità ha terraformato pianeti e satelliti in tutto il sistema solare.
Nella serie animata Futurama, ambientata nell'anno 3000, Marte è sede di un'importante università ed è stato dotato di un'atmosfera respirabile grazie alla vegetazione del campus (edera).
Nella serie animata Galaxy Express 999 e, più precisamente, nel secondo episodio dal titolo Il vento rosso di Marte, il treno approda sul pianeta Marte, divenuto abitabile dopo un processo di terraformazione.
Nella serie di fantascienza Defiance la geografia della Terra risulta stravolta da processi di terraformazione, derivanti da una precedente guerra tra umani e popoli extraterrestri.
In più di un'occasione, nella serie televisiva Doctor Who si parla di progetti di terraformazione e, in un episodio, questa viene anche applicata.
Nella serie di fantascienza Spazio 1999, nell'episodio L'ultimo tramonto una specie aliena, abitante un pianeta nei pressi del quale si trova a transitare la Luna, per dissuadere i terrestri dallo sbarcare sul pianeta, fornisce alla stessa Luna grazie a numerose sonde un'atmosfera respirabile rendendo il cielo azzurro e rendendo possibili i fenomeni meteorologici. Ma con l'allontanamento della Luna dall'orbita del pianeta, gli alieni ritirano le sonde e l'atmosfera si disperde nello spazio, non prima di aver permesso agli abitanti della base Alpha di godere per l'ultima volta del tramonto della stella nel cui sistema si trovavano a passare.

### Videogiochi
Nel videogioco Spore nella fase spazio si possono terraformare diversi pianeti attraverso l'uso di determinati strumenti, anche se il procedimento è molto semplificato.
Nel videogioco Destiny l'umanità ha reso abitabili vari pianeti con la terraformazione tra cui Venere in cui crescono grandi foreste, Mercurio che è stato semi-distrutto dai Vex, Marte che ospitava un'importante città, anch'essa abbandonata e la Luna terrestre che fu poi evacuata per l'arrivo dell'alveare.
Tutti sono climaticamente simili alla terra ad eccezione di Venere che sembra avere un clima quasi del tutto identico a quello terrestre se non per eruzioni di azoto dal terreno.
Nel videogioco Mass Effect: Andromeda il protagonista, grazie all'apposito uso di cripte sparse nei vari pianeti del sistema di Andromeda, deve riuscire a terraformarli così da renderli abitabili per i nuovi coloni.
Nel videogioco Horizon Zero Dawn la scienziata Elisabet Sobeck crea un progetto di terraformazione automatico chiamato GAIA, un'intelligenza artificiale (IA), composta da funzioni subordinate in grado di distruggere la biosfera presente sul pianeta Terra e ridargli origine tramite il progetto di terraformazione.
Nel videogioco TerraGenesis il giocatore deve terraformare con successo un pianeta, tra molti tra cui scegliere.

### Giochi da tavolo
Nel gioco da tavolo terraforming mars edito nel 2016 dalla FryxGames ogni giocatore rappresenta una Corporazione che ha come scopo la terraformazione del pianeta Marte.